# Mont Saint-Hilaire
Der Mont Saint-Hilaire ist ein 414 Meter hoher Berg im Südwesten der kanadischen Provinz Québec. Er liegt rund dreißig Kilometer östlich von Montreal auf dem Gebiet der Stadt Mont-Saint-Hilaire, unmittelbar östlich des Rivière Richelieu. Das Gebiet um den Berg ist seit 1978 ein Biosphärenreservat der UNESCO, welches nur teilweise öffentlich zugänglich ist. Der größte Teil des Mont Saint-Hilaire, der zu den Montérégie-Hügeln gehört, ist im Besitz der Montrealer McGill University.

## Geographie

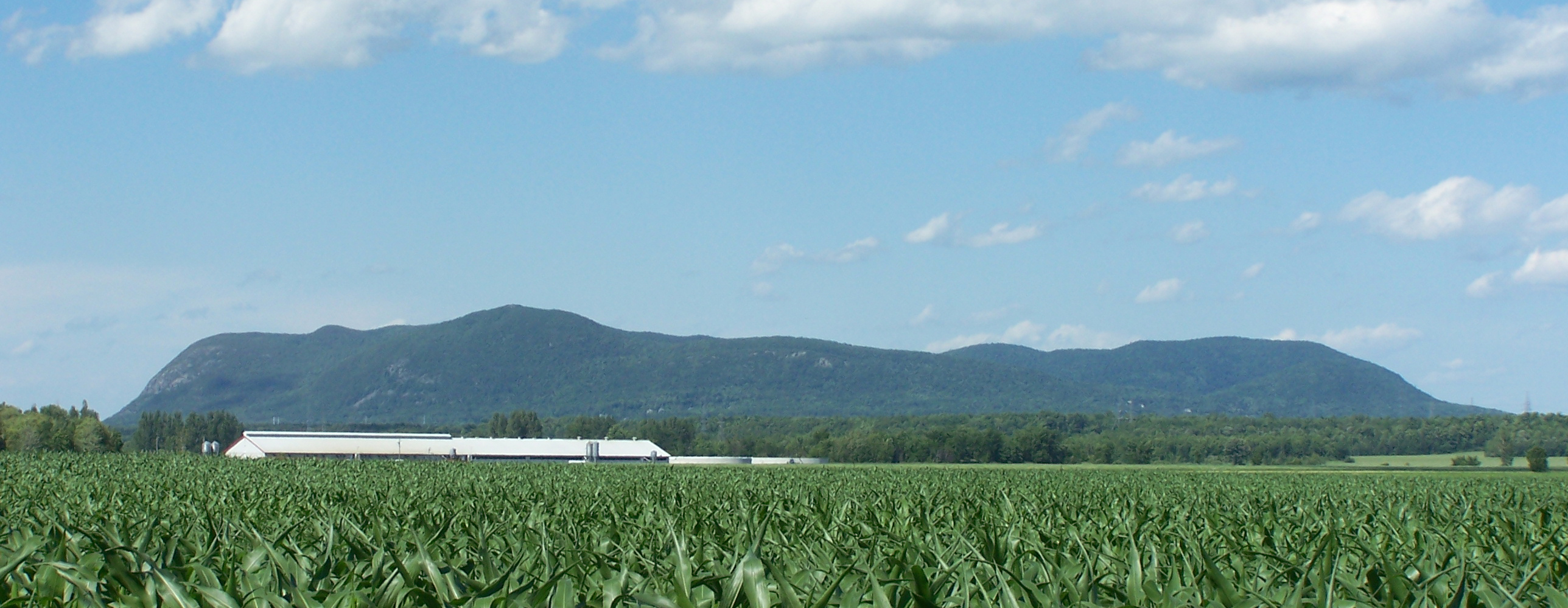
Ansicht von Süden

Der Mont Saint-Hilaire besitzt einen Durchmesser von vier Kilometern und ragt fast 400 Meter aus der umliegenden Ebene heraus. Er ist somit eine weitherum sichtbare Landmarke. Die Gipfel im westlichen, öffentlich zugänglichen Teil heißen Pain de Sucre (414 m), Sunrise (405 m), Rocky (403 m), Sommet Dieppe (371 m) und Burnt Hill (320 m). Im östlichen, nicht öffentlich zugänglichen Teil des Mont Saint-Hilaire tragen die Gipfel in der Regel keine offiziellen Namen; ihre Höhe reicht von 277 bis 392 Meter.
Ein besonderes Merkmal an der Südseite ist die steil abfallende Felswand am Sommet Dieppe, die Falaise de Dieppe mit einem Höhenunterschied von 175 Metern. Im Zentrum des Mont Saint-Hilaire befindet sich der Lac Hertel, ein 0,3 km² großer und maximal neun Meter tiefer See, der von drei Bächen gespeist wird. Ein vierter Bach fließt vom See in den Rivière Richelieu. Der See dient als Trinkwasserreservoir für die Region, weshalb Schwimmen, Angeln und Bootfahren verboten sind. Die zentrale Lage des Sees führte einst zur fälschlichen Annahme, der Mont Saint-Hilaire sei ein Vulkankrater; in Wirklichkeit ist er das Ergebnis glazialer Erosion.

## Geologie und Mineralfunde

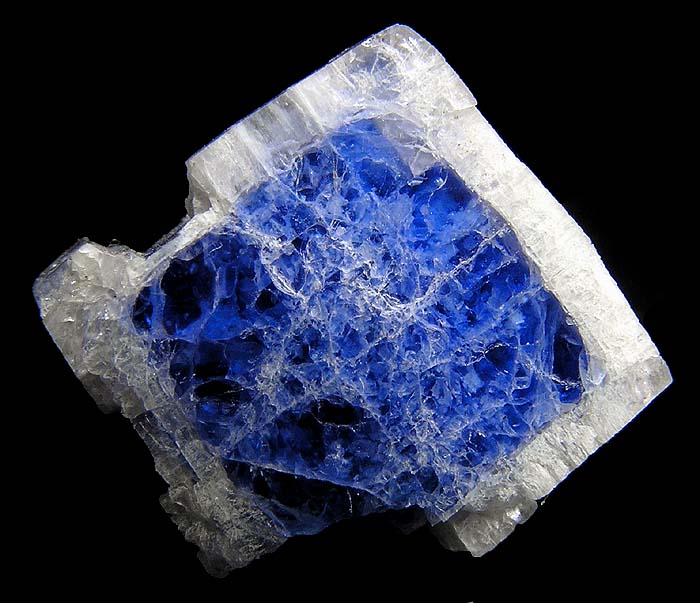
Zweifarbiger Carletonitkristall aus dem „Carrière Poudrette“ (Größe: 1,6 cm × 1,6 cm × 0,9 cm)

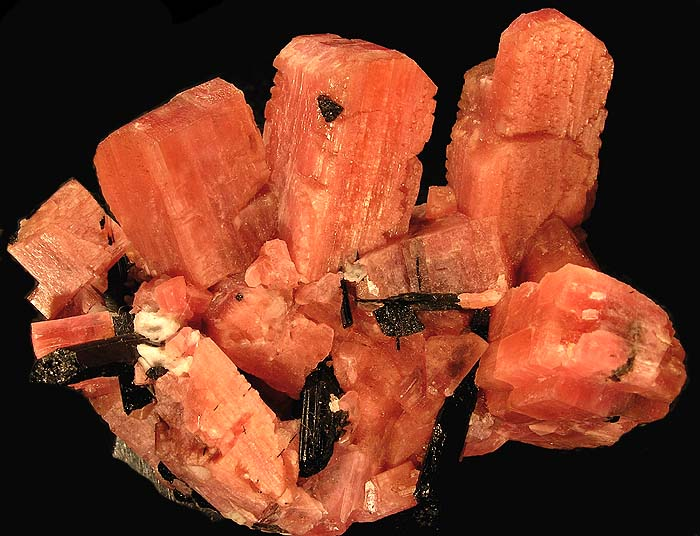
Serandit (orange) und Aegirin (schwarz) vom Mont Saint-Hilaire (Größe: 6,2 cm × 5,5 cm × 3,9 cm)

Das Grundgestein des Mont Saint-Hilaire besteht aus alkalischen Plutoniten und entstand in der Kreidezeit vor etwa vor 125 Millionen Jahren aus insgesamt drei Intrusionen: Dem Sunrise-Suite, bestehend aus den Gesteinsarten Gabbro, Pyroxenit und Jacupirangit; dem in Form eines „Ring-Dykes“ in die Sunrise-Suite intrudierte Pain du Sucre-Suite, bestehend aus den Gesteinsarten Nephelin-Gabbro, Diorit und Monzonit sowie der East Hill-Suite, die die östliche Hälfte des Berges einnimmt und unter anderem aus Nephelin- und Sodalith-Syeniten, Marmor-Brekzien, Xenolithen, Hornfels und syenitischen Pegmatiten besteht.
Das Ergebnis dieser bewegten Entstehungsgeschichte ist eine außergewöhnliche Vielfalt von unterschiedlichsten Mineralarten und Varietäten, die Mont Saint-Hilaire oder besser seine beiden Steinbrüche „Carrière Demix“ und „Carrière Poudrette“ neben Långban in Schweden und Tsumeb in Namibia zu einem der bekanntesten und reichhaltigsten Mineralfundorte gemacht haben.
Insgesamt konnten hier bisher (Stand 2013) rund 400 anerkannte und teilweise sehr seltene Minerale entdeckt werden wie unter anderem Analcim, Baileychlor, Katapleiit, Digenit, Ewaldit, Forsterit, Graphit, Harmotom, Ilmenit, Nenadkevichit, Rhabdophan, Serandit, Thénardit und Willemit.
Für 59 von ihnen gilt Mont Saint-Hilaire zudem als Typlokalität wie unter anderem Bobtraillit, Carletonit, Doyleit, Gaidonnayit,  Khomyakovit, Nalipoit, Reederit-(Y), Sheldrickit, Yofortierit, die nach ihrer Typlokalität benannten Minerale Hilairit und Poudretteit, das nach den im Fundgebiet lebenden indianischen Ureinwohnern benannte Mineral Abenakiit-(Ce) sowie die nach einem nahegelegenen Dorf bzw. einer Gemeinde benannten Minerale Hochelagait und Rouvilleit.

## Pflanzen- und Tierwelt
Der Mont Saint-Hilaire ist die Heimat einer Vielzahl von Pflanzen und Tieren. Diese Vielfalt ist das Ergebnis von vier unterschiedlichen Ökosystemen: Der Lac Hertel, die Felswand Falaise de Dieppe, Weiden und Primärwald. Letzterer ist das einzige erhalten gebliebene Fragment jenes Primärwaldes, der vor der Ankunft der ersten französischen Kolonisten das gesamte Richelieu-Tal bedeckte. 1978 wurde der Mont Saint-Hilaire als erstes kanadisches Gebiet zu einem Biosphärenreservat der UNESCO erklärt. Das Reservat wird durch die 1972 gegründete gemeinnützige Organisation Centre de la Nature Mont Saint-Hilaire verwaltet.

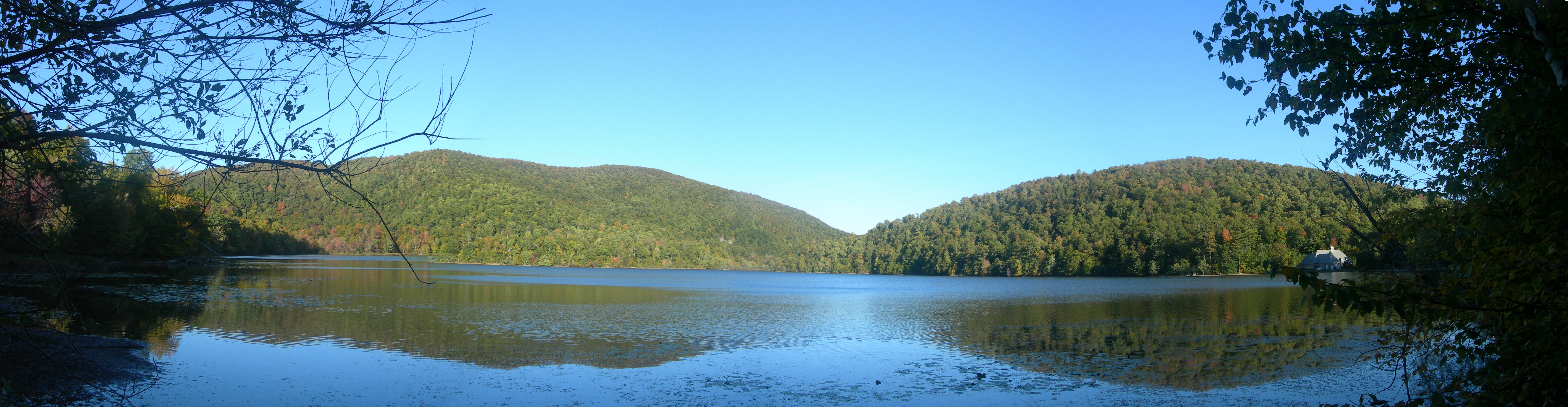
Lac Hertel

Der Wald des Mont Saint-Hilaire besteht hauptsächlich aus Zucker-Ahornen und Amerikanischen Buchen. Manche dieser Bäume sind mehr als 400 Jahre alt. Darüber hinaus findet man Bitternussbäume, Roteichen, Weiß-Eschen, Amerikanische Rot-Kiefern, Weymouth-Kiefern, Kanadische Hemlocktannen und Amerikanische Linden. Über 600 Arten von Gefäßpflanzen sind auf dem Mont Saint-Hilaire heimisch, von denen mehr als dreißig als selten oder gefährdet gelten. Von diesen am häufigsten vertreten sind Korbblütler mit 73 Arten (11 %), Sauergrasgewächse mit 48 Arten, Rosengewächse mit 39 Arten, Süßgräser mit 37 Arten und Farne mit 34 Arten. Groß ist auch die Vielfalt an Flechten (54 Arten) und Moosen (212 Arten). Der Boden im unteren Bereich des Bergs eignet sich gut für Apfelbaumplantagen, die jedes Jahr Zehntausende von Besuchern anziehen.
Ebenfalls äußerst vielfältig ist die Fauna. Der Mont Saint-Hilaire bietet Lebensraum für mehr als 800 Arten von Schmetterlingen, ebenso 69 verschiedene Käfer, 59 verschiedene Blattläuse und 27 Arten von Springschwänzen. Zu den 30 hier beobachteten Säugetierarten gehören Eichhörnchen, Streifenhörnchen, Waschbär, Rotfuchs, Kaninchen, Schneeschuhhase, Amerikanischer Nerz, Mauswiesel, Hermelin und Murmeltiere. Auch Kojoten und Weißwedelhirsche und Rotluchse können beobachtet werden. Hinzu kommen verschiedene Amphibien und Reptilien. Seit 1952 ist der Mont Saint-Hilaire ein Vogelschutzgebiet, seit 1960 ein Zugvogelreservat. 218 verschiedene Vogelarten sind hier zu finden, was 60 % aller Arten im Süden Québecs entspricht.

## Geschichte
Die Ureinwohner, die Algonkin und später auch die Irokesen nutzten den Mont Saint-Hilaire seit mehr als 8.000 Jahren, vor allem als Aussichtspunkt. Für die Existenz eines Dorfes gibt es keine Hinweise. Samuel de Champlain dürfte den Berg von weitem gesehen haben, begab sich aber nicht dorthin. 1609 war Jacques Cartier der erste, der das Richelieu-Tal genauer erkundete. Der Offizier Joseph-Baptiste Hertel de Rouville erhielt 1694 eine Seigneurie zugesprochen, die auch den Berg umfasste. Um 1745 entstand ein kleines Dorf an der Bergflanke. Die Wasserkraft des aus dem Lac Hertel fließenden Baches trieb acht Mühlen an. Von 1844 bis zu ihrer Auflösung 1854 war die Seigneurie im Besitz von Thomas Edmund Campbell. Er wollte den Berg touristisch erschließen und ließ 1851 am Lac Hertel ein Ausflugscafé errichten. Dieses brannte zehn Jahre später nieder. 1874 entstand das Iroquois Hotel, das 1895 ebenfalls niederbrannte.
Ende des 19. Jahrhunderts schwand die touristische Bedeutung des Mont Saint-Hilaire, da durch die fortschreitende Entwicklung der Region Estrie die Appalachen weitaus besser erreichbar geworden waren. Fossile Brennstoffe lösten die Wasserkraft als Energiequelle ab. Die Einwohner gaben die Siedlung an der Bergflanke auf und bauten am günstiger gelegenen Ufer des Rivière Richelieu neue Häuser. 1913 verkaufte die Familie Campbell 890 Hektar an den britischen Brigadier und Politiker Andrew Gault. Jahrzehntelang setzte er sich unermüdlich dafür ein, die Naturschönheiten zu bewahren. Insbesondere wehrte er sich wiederholt gegen Versuche, die Bodenschätze des Bergs auszubeuten. Er ließ 1957 den Bau eines Herrenhauses am Lac Hertel beginnen, zog dort 1958 ein und starb drei Wochen später am 28. November 1958. Er vermachte den Mont Saint-Hilaire der McGill University Montreal.

## Frühere Namen
Die Algonkin nannten den Berg Wigwomadensis (Wigwam-förmiger Berg), weil er an die Form ihrer Behausungen erinnerte. Auf seiner 1612 erstellten Karte Neufrankreichs bezeichnete Samuel de Champlain ihn als Mont Fort, was mit „Festungshügel“ oder „starker Berg“ übersetzt werden kann. Aufgrund der Nähe zur Kleinstadt Chambly hieß der Berg im ausgehenden 17. Jahrhundert vorübergehend Mont Chambly (im Englischen hielt sich dieser Name bis etwa 1830). Ab 1697 war im Französischen Mont Rouville geläufig, nach der Seigneurie der Familie Hertel de Rouville. Als die Campbells die Hertels ablösten, bürgerte sich der Name Mont Belœil ein, nach dem Ort Belœil auf der gegenüberliegenden Seite des Rivière Richelieu. Im frühen 20. Jahrhundert begann jedoch der Name Mont Saint-Hilaire zu dominieren, als der gleichnamige Ort am Fuße des Berges an Bedeutung gewann.